# Boditi
Boditi (ou Bodite, en wolaitta : Bodditte, en amharique : ቦዲቲ) est une ville et un woreda du sud de l'Éthiopie. Située dans la zone Semien Omo puis dans la zone Wolayita, elle fait partie de la région des nations, nationalités et peuples du Sud jusqu'au transfert de cette zone dans la région Éthiopie du Sud en août 2023.
Boditi se trouve vers 2 000 m d'altitude, 15 km au nord-est de Sodo,.
Elle compte 24 133 habitants au recensement national de 2007 en tant que chef-lieu de Damot Gale.
Ayant obtenu depuis le statut de woreda, elle forme désormais un district urbain d'environ 13,7 km2 de superficie.
Sa population est estimée à 64 900 habitants en 2022.